# Maowulietibieke Entemake
Maowulietibieke Entemake (* 19. November 1996) ist ein ehemaliger chinesischer Skilangläufer.

## Werdegang
Entemake startete im November 2017 in Ruka erstmals im Weltcup und belegte dabei den 122. Platz im Sprint, den 103. Rang über 15 km klassisch und den 86. Platz in der Verfolgung. Anfang Januar 2018 wurde er Zweiter beim Vasaloppet China und lief im folgenden Jahr bei den U23-Skiweltmeisterschaften in Lahti auf den 51. Platz über 15 km Freistil. Im Februar 2020 holte er bei der Ski Tour, die er auf dem 56. Platz beendete, mit dem 27. Platz im Sprint in Trondheim seine einzigen Weltcuppunkte. Letztmals im Weltcup startete er im März 2020 in Oslo, wobei er den 50-km-Lauf vorzeitig beendete.